# Evropska ščuka
Evropska ali navadna ščuka (znanstveno ime Esox lucius) je vrsta roparskih rib iz družine ščuk, ki je razširjena po Evropi, Aziji in Severni Ameriki.
Rekordna ščuka, po pravilih IGFA, je bila ujeta 16. oktobra 1986 v jezeru Greffern v Nemčiji. Tehtala je 25 kg. Rekord za najdaljšo ščuko pa ista organizacija, priznava primerku, ki so ga ujeli 1. oktobra 2013 v Nimweganu, na Nizozemskem. V dolžino je meril 120 cm 

## Opis
Evropska ščuka običajno doseže dolžino med 40 in 55 cm. Pogosto se v naravi pojavljajo tudi večji primerki. Najdaljši zabeležen primerek je meril okoli 150 cm, najtežji pa 28,4 kg.
Telo je podolgovato in valjasto, bočno nekoliko sploščeno. Glava je dolga, značilno ploščata in nekoliko podobna račjemu kljunu. Gobec je velik in razklan do oči, spodnja čeljust pa je daljša od zgornje. V ustih ima ščuka močne in ostre zobe, ki so zakrivljeni nazaj in so v spodnji čeljusti večji kot v zgornji. Hrbet je običajno olivno zelen, z rjavim ali sivim odsevom. Boki so svetlejši, umazano rumeno do sivo marogasti, trebuh pa je umazano bele barve. Tudi plavuti so marogaste, vendar so rdečkasto rumeno do rjavo rdeče barve. Hrbtna plavut je pomaknjena močno nazaj in se nahaja nad predrepno plavutjo.

## Razširjenost in habitat
Evropska ščuka je razširjena skoraj po vsej Evropi, razen južne Španije in južne Italije. V Sloveniji je ta vrsta najbolj pogosta v Donavskem porečju, kjer poseljuje pretežno stoječe in počasi tekoče vode, vendar pa se lahko zadržuje tudi v postrvjem pasu, saj dobro prenaša mrzlo vodo. Običajno se zadržuje med vodnim rastlinjem, kjer preži na plen, ki ga napade iz zasede. Njen osnovni plen so manjše ribe, hrani pa se tudi z manjšimi vodnimi sesalci, dvoživkami in vodnimi pticami pogosto pa pleni tudi manjše sovrstnice. Ščuka je namreč izrazit kanibal. Kanibalizem se pojavi pri starosti okoli 5 tednov, kadar je v naravnem okolju pomanjkanje rib v razmerju 2 ščuki na 1 plen. V Sloveniji ščuka poseljuje vse vodotoke, ni pa razširjena v soškem porečju, Rižani, Reki in Bohinjskem jezeru.
V Sloveniji je ščuka zavarovana z varstveno dobo, ki traja od 1.2. do 30. 4. in najmanjšo lovno mero, ki znaša 55 cm.